# ChAngE
《chAngE》是日本創作歌手miwa的第3張單曲，於2010年9月1日由Sony Music Records發行。

## 概要
單曲名稱「chAngE」中的「A」和「E」分別代表民謠結他（Acoustic guitar）和電結他（Electric Guitar），意思為由民謠結他轉變（change）到電結他。這是miwa首次使用電結他的作品，她使用的結他是Joan Jett Model Gibson Melody Maker。《chAngE》距離前作《Little Girl》發行約2個月，為miwa於2010年發行的第3張單曲。這張單曲分為「初回盤」和「通常盤」。這兩種版本除了封面不同外，初回盤比通常盤多附送收錄了《chAngE》音樂影片的DVD。

## 歌曲
《chAngE》如同歌名，歌詞內容為不要將自己困在一定的範圍，要不停的轉變。這首歌並沒有前奏，第一句「chAnge 我可不會隨波逐流」在一開始已經唱出。miwa特地在歌詞中加入一些音樂術語，例如和。她是在出道前的2月寫下這首歌的。

## 宣傳
《chAngE》是動畫《BLEACH》的第十二首主題曲（第266集至第291集），由2010年4月20日開始使用。10月12日，該動畫的主題曲換成第十三首，為SID的《亂舞的旋律》（乱舞のメロディ）。
miwa出席了於同年8月21日播映的《Music Fair》，首次於電視上演唱《chAngE》。除了這首歌，她也在節目中分別跟森山良子和矢野顯子合唱（森山於1976年發行的出道單曲）和《Super Folk Song》（矢野於1992年發行的單曲）。
同年9月5日，單曲的發行紀念活動——「miwa輕音樂部」的「第1次部活動」舉行。這個活動要求參加者懂得電結他，最終約有300人於官方網站報名，其中20人被抽籤選中，能夠參加這個活動。在活動中，miwa跟這20名電結他手互相交流，並一起演奏《chAngE》。

## 反應
單曲首周唱片銷量約為1.3萬張，於Oricon公信榜周榜取得第8位，為miwa首次有作品打進周榜頭10位。下載銷量方面，《chAngE》在RIAJ付費音樂下載榜以第4位首次上榜。歌曲共上榜六星期，最後一周的排名為第75位。2011年7月，這首歌被日本唱片協會認證為金（即累積銷量超過10萬次）。

## 收錄歌曲
| CD   | CD                      | CD   | CD              | CD   |
| 曲序 | 曲目                    | 词曲 | 编曲            | 时长 |
| ---- | ----------------------- | ---- | --------------- | ---- |
| 1.   | chAngE                  | miwa | Naoki-T         | 4:07 |
| 2.   | you can do it!          | miwa | AKIHISA MATZURA | 3:55 |
| 3.   |                         | miwa | Quatre-M        | 4:01 |
| 4.   | chAngE 〜instrumental〜 | －   | －              |      |

## 註腳
1. ↑  歌詞原文：

## 外部連結
- Sony MusicArchive.today的存檔，存档日期2013-05-01（日語）